# Monts Noël
Pour les articles homonymes, voir Noël (homonymie).
Les monts Noël (Christmas Mountain en anglais) sont un ensemble de dix montagnes aux sommets érodés du Nouveau-Brunswick (Canada) dans lesquelles prend sa source la rivière du Pôle Nord. Ils font partie des Appalaches et se trouvent à l'ouest du Grand mont Chauve, et au sud du mont Carleton, dans le centre-nord de la province.
Ils furent nommés en 1964 par Arthur F. Wightman, par allusion à leur lien avec la rivière du Pôle Nord et particulièrement sa source.
Les dix monts sont :
- le mont Comète (Comet) (550 m) ;
- le mont Cupidon (Cupid) (530 m) ;
- le mont Danseur (Dancer) (670 m) ;
- le mont Éclair (Blitzen) (670 m).
- le mont Fringant (Vixen) (650 m) ;
- le mont Furie (Prancer) (580 m) ;
- le mont du Pôle Nord (620 m) ;
- le mont Saint-Nicolas (625 m) ;
- le mont Tonnerre (Donner) (730 m) ;
- le mont Tornade (Dasher) (750 m) ;

Huit portent les noms des rennes du Père Noël dans le poème A Visit from St. Nicholas (1823). Même si Rodolphe le renne au nez rouge a été ajouté par la suite, aucun des monts Noël ne porte son nom.